# Ammoniti (popolo)

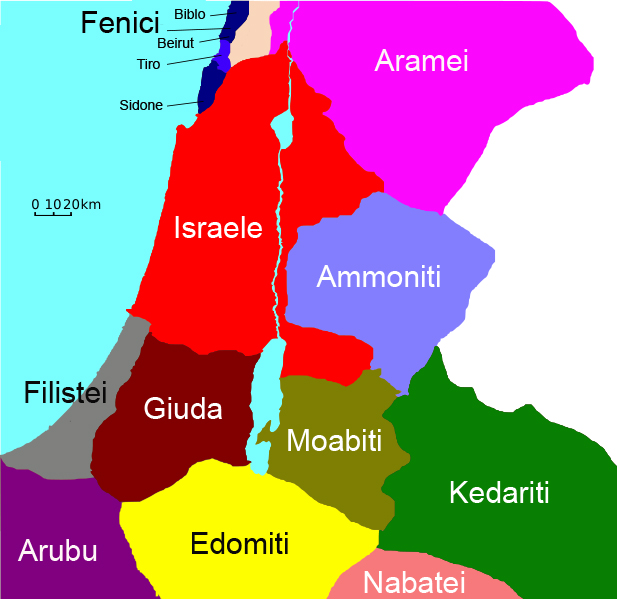
Mappa della Palestina nell'800 a.C.

Gli Ammoniti furono un'antica popolazione di origine amorrea, che viveva lungo le rive orientali del medio Giordano, dove si stabilirono durante l'età del Ferro. Loro capitale era la città di Rabbat Ammon, oggi Amman, in Giordania; fu un importante snodo per le carovane ed un notevole centro commerciale.
Secondo la Genesi (19,30-38) gli Ammoniti (letteralmente "figli di Ammon") discendevano da Ammon (forse lo stesso Amon egiziano), figlio di Lot e fratello di Moab, capostipite dei Moabiti. Dopo aver conquistato i territori in cui si insediarono, si allearono con i Moabiti per combattere insieme contro gli Israeliti, venendo però sconfitti sia da Saul che da Davide. In seguito vennero conquistati - insieme ai territori limitrofi - dalle varie dinastie dominanti babilonesi, assire, poi da Persiani e Romani.
Gli Ammoniti sono citati anche nel libro dei Giudici (e nel libro di Sofonia dove viene loro detto che sarebbero stati distrutti a causa della loro disubbidienza al Dio degli Ebrei  Sofonia 2:9), nella trattativa che Iefte fece con loro; il testo li riporta però erroneamente invece dei Moabiti e questo, come osservano gli esegeti della École biblique et archéologique française (i curatori della cattolica Bibbia di Gerusalemme), è un errore redazionale: "questo riassunto della storia di Iefte è una composizione secondaria che utilizza Nm20-21 e Dt2, e che confonde gli Ammoniti con i Moabiti; il territorio conquistato da Israele (vv 13.26) era appartenuto a Moab; Camos (v 24) è la divinità principale dei Moabiti; quella degli Ammoniti era Milcom".

## Religione e cultura

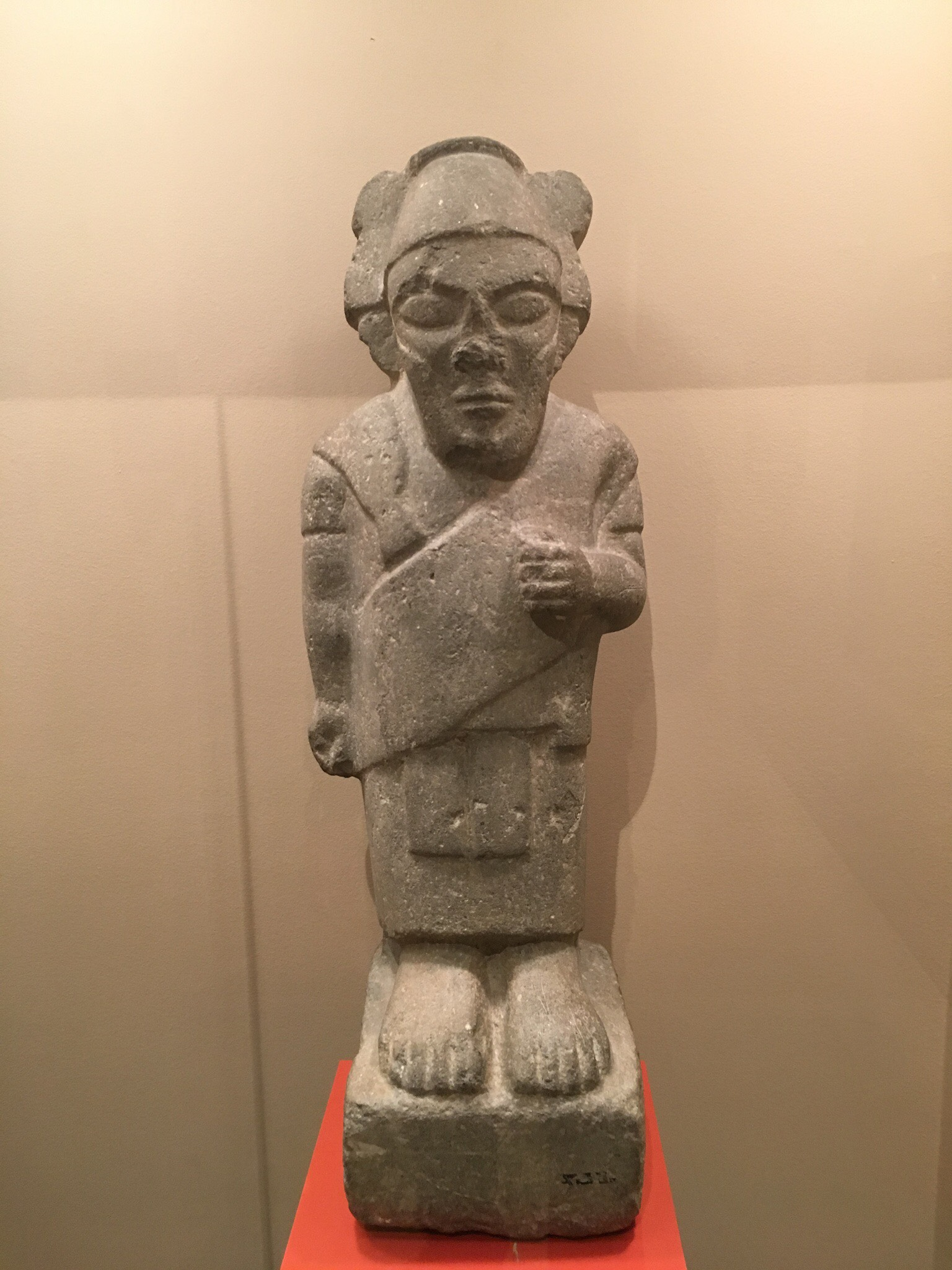
Statua di un re ammonita divinizzato, risalente all'VIII secolo a.C. e rinvenuta nella cittadella di Amman

Gli Ammoniti rispettavano una religione politeista che vedeva protagonista il dio Milkom, poco conosciuto dal punto di vista archeologico. La cultura materiale ammonita imitò modelli assiri, fenici, israeliti, egizi e aramei: i sigilli, a forma di cono o di scarabeo, presentavano disegni grossolani di origine egizia, fenicia e assira, e anche la scultura in pietra assommava su di sé questi elementi. Usavano seppellire i defunti in bare di ceramica antropoidi simili a sarcofagi egizi, e nelle tombe, scavate nella roccia, sono stati rinvenuti anche oggetti in ceramica, vetro e metallo.